# August Engelbrecht (Architekt)

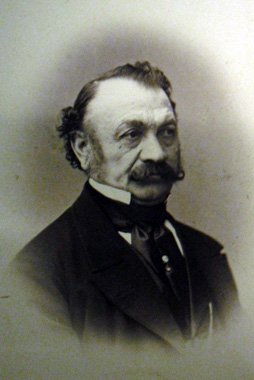
August Engelbrecht (1872)

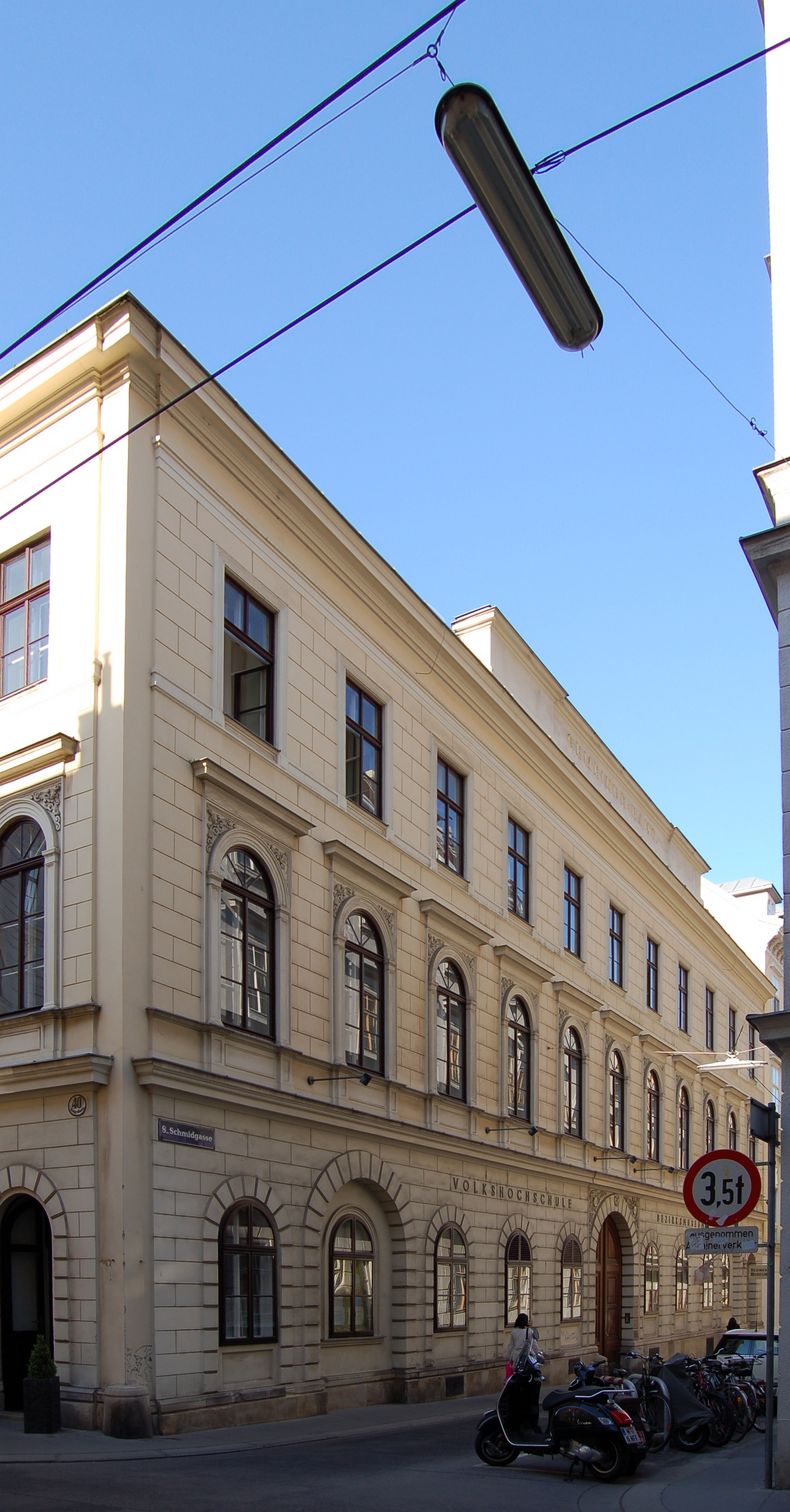
Schmidgasse 18 (1844)

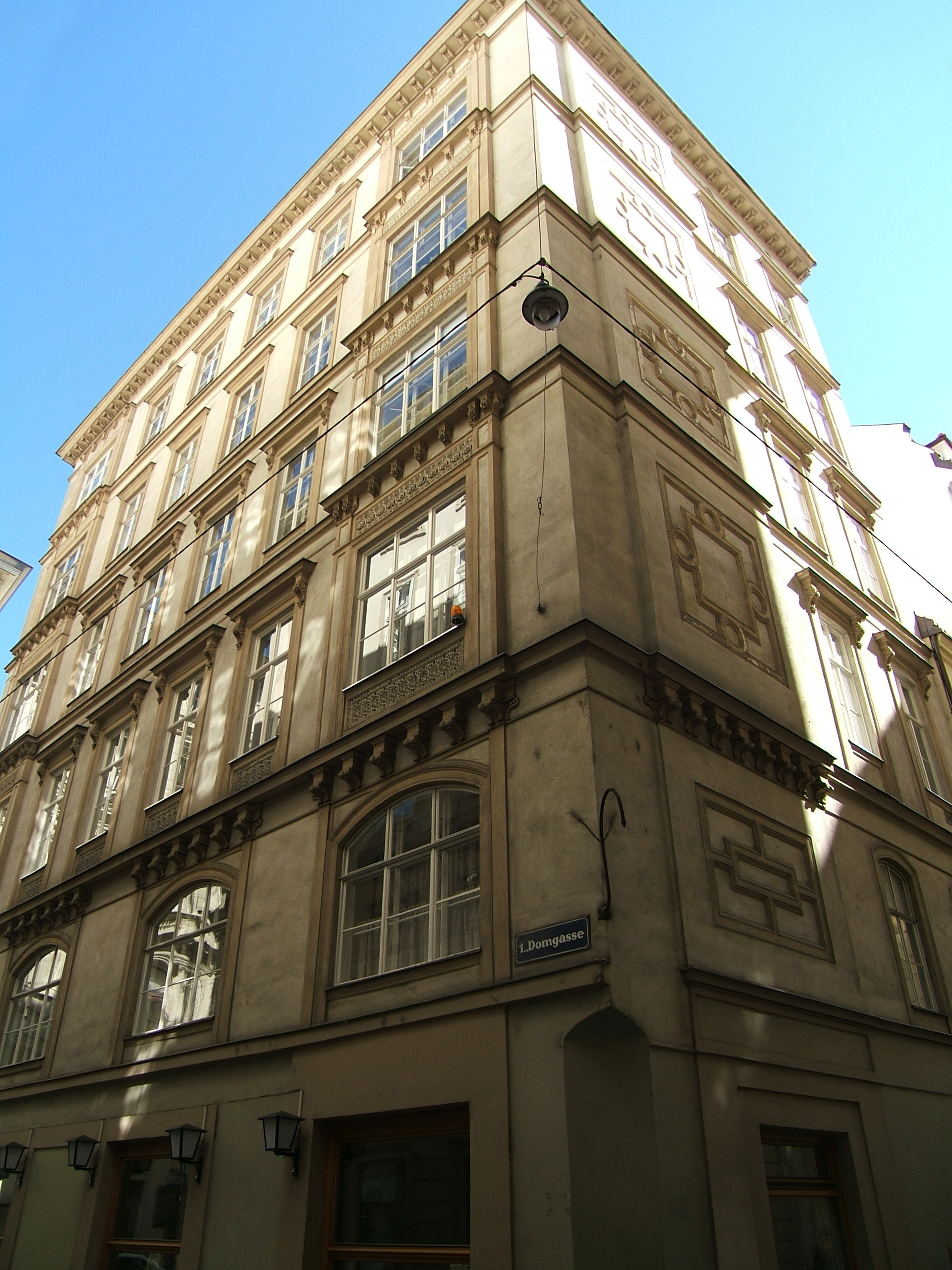
Domgasse 12 (1857–1858)

August Engelbrecht (* 1807 in Eltmann; † 11. Mai 1887 in Wien) war ein österreichischer Baumeister und Architekt deutscher Herkunft.

## Leben
August Engelbrecht stammte aus Unterfranken und war der Sohn eines Maurers. Wann und warum er nach Wien kam, ist nicht bekannt. Jedenfalls ist der Besuch der Akademie der bildenden Künste Wien zwischen 1829 und 1833 belegt. 1845 erhielt er die Baumeisterkonzession, wurde in die Baumeisterzunft aufgenommen und wurde Bürger von Wien. Es folgte eine erfolgreiche Karriere als Baumeister und Hausbesitzer, die ihn wohlhabend machte. Die meisten Gebäude errichtete er als Bauherr und verkaufte sie nach Fertigstellung. Engelbrecht war seit 1836 verheiratet und hatte fünf Kinder. Er starb im 80. Lebensjahr an einem Lungenödem.

## Werk
August Engelbrecht war stilistisch ein Vertreter des Frühhistorismus. Seine Bauten zeigen eine große Gestaltungsvielfalt vom einfachen Vorstadthaus bis zum repräsentativen Miethaus der Innenstadt, wobei er als „Realitätenbesitzer“ stets darauf achtete, dass die Wohnungen einträglich zu vermieten waren.
- Josefstädter Gemeindehaus, Schmidgasse 18/Lange Gasse 40, Wien 8 (1844), heute Bezirksmuseum Josefstadt, unter Denkmalschutz
- Miethaus, Lange Gasse 40 / Schmidgasse 18, Wien 8 (1844–1845)
- Miethaus, Nußdorfer Straße 88, Wien 9 (1845)
- Miethäuser, Lerchenfelder Straße 13 und Neustiftgasse 16 (Schottendurchhaus), Wien 7 (1847–1848), mit Durchhaus verbunden; Bauherr
- Miethaus, Wohllebengasse 9, Wien 4 (1847), Adaption, 1804 erbaut, 1833 Seitentrakt von Andreas Lechner
- Miethaus, Lenaugasse 19, Wien 8 (1847), Straßentrakt der Wallishauserischen Buchdruckerei
- Miethaus, Argentinierstraße 43, Wien 4 (1847) 1863 durch Neubau von M. A. Werdoljak ersetzt
- Wohnhaus, Belvederegasse 12 / Mommsengasse 7, Wien 4 (1847), eigenes Wohnhaus sowie weiterer Familienangehöriger; ca. 1887/1889 durch Neubau ersetzt
- Miethaus, Webgasse 15, Wien 6 (1850), nicht erhalten
- Miethaus, D’Orsaygasse 6, Wien 9 (1850), nicht erhalten
- Voll- und Wannenbad, Gumpendorfer Straße 59 / Luftbadgasse 14, Wien 6 (1851), nicht erhalten
- Miethaus, Landstraßer Hauptstraße 6, Wien 3 (1851)
- Glashausbau bei Wohnhaus, Landstraßer Hauptstraße 102, Wien 3 (1851)
- Miethaus, Gumpendorfer Straße 61 / Luftbadgasse 16, Wien 6 (1851), mit Durchhaus, nicht erhalten
- Miethaus, Krieglergasse 3, Wien 3 (1853), 1961 abfassadiert
- Miethaus, Landstraßer Hauptstraße 51 / Rasumofskygasse 31 / Erdbergstraße 1, Wien 3 (1853), durch Bombeneinwirkung zerstört, 1951 Neubau von Alfred Dreier und Otto Nadis
- Miethaus „Zur Maria Treu“, Josefstädter Straße 41, Wien 8 (1854), Adaption und Umbau; 1733 erbaut
- Miet- und Geschäftshaus, Domgasse 1 / Schulerstraße 4, Wien 1 (1857–1858), unter Denkmalschutz
- Miethaus, Argentinierstraße 40 / Belvederegasse 22, Wien 4 (1861), Bauherr
- Miethaus, Argentinierstraße 45 / Belvederegasse 20, Wien 4 (1861–1862), Bauherr
- Pfarrhof der Pfarre St. Elisabeth und Volksschule, Elisabethplatz 8 und 9, Wien 4 (1867–1868)
- Sankt-Josef-Kinderspital, Kolschitzkygasse 9–11, Wien 4 (1870), Erweiterung; nicht erhalten